# ادریه
ادریه (به فرانسوی: Adriers) یک کمون در فرانسه است که در canton of L'Isle-Jourdain واقع شده‌است. ادریه ۶۸٫۰۹ کیلومتر مربع مساحت دارد ۲۰۰ متر بالاتر از سطح دریا واقع شده‌است.